# حق‌الیقین
حقُ الیَقین کتابی است از علامه محمدباقر مجلسی در عقاید شیعه که بنا به نوشته‌های خاتون‌آبادی، آخرین کار تألیفی مجلسی بوده و آن را در شعبان ۱۱۰۹ (قمری) به پایان برده است.
با انتشار این کتاب در منطقه شامات، حدود هفتاد هزار نفر از اهل تسنن، شیعه شدند.